# Italia en la Copa Mundial de Fútbol de 1974
La selección de Italia fue uno de los 16 países participantes de la Copa Mundial de Fútbol de 1974, realizada en Alemania Federal. La selección italiana clasificó a la cita de Alemania, gracias a que ganó el Grupo 2 de la clasificación de la UEFA, superando por 4 puntos a sus similares de Turquía y Suiza.

## Clasificación

### Tabla de posiciones
| Equipo     | Pts | PJ | PG | PE | PP | GF | GC | Dif |
| ---------- | --- | -- | -- | -- | -- | -- | -- | --- |
| Italia     | 10  | 6  | 4  | 2  | 0  | 12 | 0  | 12  |
| Turquía    | 6   | 6  | 2  | 2  | 2  | 5  | 3  | 2   |
| Suiza      | 6   | 6  | 2  | 2  | 2  | 2  | 4  | -2  |
| Luxemburgo | 2   | 6  | 1  | 0  | 5  | 2  | 14 | -12 |

### Partidos
| Fecha                 | Lugar      | Partido    | Partido | Partido | Partido | Partido    |
| --------------------- | ---------- | ---------- | ------- | ------- | ------- | ---------- |
| 7 de octubre de 1972  | Luxemburgo | Luxemburgo |         | 0:4     |         | Italia     |
| 21 de octubre de 1972 | Berna      | Suiza      |         | 0:0     |         | Italia     |
| 13 de enero de 1973   | Nápoles    | Italia     |         | 0:0     |         | Turquía    |
| 25 de febrero de 1973 | Estambul   | Turquía    |         | 0:1     |         | Italia     |
| 31 de marzo de 1973   | Génova     | Italia     |         | 5:0     |         | Luxemburgo |
| 20 de octubre de 1973 | Roma       | Italia     |         | 2:0     |         | Suiza      |

## Jugadores
| #  | Nombre               | Posición      | Edad | Club        |
| -- | -------------------- | ------------- | ---- | ----------- |
| 1  | Dino Zoff            | Portero       | 32   | Juventus    |
| 2  | Luciano Spinosi      | Defensor      | 24   | Juventus    |
| 3  | Giacinto Facchetti   | Defensor      | 31   | Inter Milán |
| 4  | Romeo Benetti        | Mediocampista | 28   | AC Milan    |
| 5  | Francesco Morini     | Defensor      | 29   | Juventus    |
| 6  | Tarcisio Burgnich    | Defensor      | 35   | Inter Milán |
| 7  | Sandro Mazzola       | Mediocampista | 31   | Inter Milán |
| 8  | Fabio Capello        | Mediocampista | 27   | Juventus    |
| 9  | Giorgio Chinaglia    | Delantero     | 27   | Lazio       |
| 10 | Gianni Rivera        | Mediocampista | 30   | AC Milan    |
| 11 | Luigi Riva           | Delantero     | 29   | Cagliari    |
| 12 | Enrico Albertosi     | Portero       | 34   | Cagliari    |
| 13 | Giuseppe Sabadini    | Defensor      | 25   | AC Milan    |
| 14 | Mauro Bellugi        | Defensor      | 24   | Inter Milán |
| 15 | Giuseppe Wilson      | Defensor      | 28   | Lazio       |
| 16 | Antonio Juliano      | Mediocampista | 31   | Napoli      |
| 17 | Luciano Re Cecconi   | Mediocampista | 25   | Lazio       |
| 18 | Franco Causio        | Mediocampista | 25   | Juventus    |
| 19 | Pietro Anastasi      | Delantero     | 26   | Juventus    |
| 20 | Roberto Boninsegna   | Delantero     | 30   | Inter Milán |
| 21 | Paolino Pulici       | Delantero     | 24   | Torino      |
| 22 | Luciano Castellini   | Portero       | 28   | Torino      |
| DT | Ferruccio Valcareggi |               |      |             |

## Participación

### Grupo 4
| Equipo    | Pts | PJ | PG | PE | PP | GF | GC | Dif |
| --------- | --- | -- | -- | -- | -- | -- | -- | --- |
| Polonia   | 6   | 3  | 3  | 0  | 0  | 12 | 3  | 9   |
| Argentina | 3   | 3  | 1  | 1  | 1  | 7  | 5  | 2   |
| Italia    | 3   | 3  | 1  | 1  | 1  | 5  | 4  | 1   |
| Haití     | 0   | 3  | 0  | 0  | 3  | 2  | 14 | -12 |

#### Contra Haití
| 15 de junio de 1974, 18:00 | Italia                                  | 3:1 (0:0) | Haití     | Estadio Olímpico de Múnich, Múnich                                        |                                                                           |
|                            | Rivera 52' · Benetti 66' · Anastasi 79' | Reporte   | Sanon 46' | Asistencia: 51.100 espectadores Árbitro(s): Vicente Llobregat (Venezuela) | Asistencia: 51.100 espectadores Árbitro(s): Vicente Llobregat (Venezuela) |

| 1  | PO | Dino Zoff            |     |
| 2  | DF | Luciano Spinosi      |     |
| 3  | DF | Giacinto Facchetti   |     |
| 5  | DF | Francesco Morini     |     |
| 6  | DF | Tarcisio Burgnich    |     |
| 4  | MC | Romeo Benetti        |     |
| 7  | MC | Sandro Mazzola       |     |
| 8  | MC | Fabio Capello        |     |
| 10 | MC | Gianni Rivera        |     |
| 9  | DE | Giorgio Chinaglia    | 76' |
| 11 | DE | Luigi Riva           |     |
| DT | DT | Ferruccio Valcareggi |     |

| 1  | PO | Henri Françillon  |     |
| 3  | DF | Arsène Auguste    |     |
| 6  | DF | Pierre Bayonne    |     |
| 12 | DF | Ernst Jean-Joseph |     |
| 14 | DF | Wilner Nazaire    |     |
| 7  | MC | Philippe Vorbe    |     |
| 8  | MC | Jean-Claude Désir |     |
| 9  | MC | Eddy Antoine      |     |
| 10 | MC | Guy François      |     |
| 11 | DE | Guy Saint-Vil     | 46' |
| 20 | DE | Emmanuel Sanon    |     |
| DT | DT | Antoine Tassy     |     |

| 19 | DE | Pietro Anastasi | 76' |

| 18 | DE | Claude Barthélemy | 46' |

| Anotado | 52' | Gianni Rivera   |
| Anotado | 66' | Romeo Benetti   |
| Anotado | 79' | Pietro Anastasi |

| Anotado | 46' | Emmanuel Sanon |

| Amonestado | 65' | Pierre Bayonne |

| Árbitro             | Vicente Llobregat |
| Árbitros asistentes | Pavel Kazakov     |
| Árbitros asistentes | Nicolae Rainea    |

| 1  | PO | Dino Zoff            |     |
| 2  | DF | Luciano Spinosi      |     |
| 3  | DF | Giacinto Facchetti   |     |
| 5  | DF | Francesco Morini     |     |
| 6  | DF | Tarcisio Burgnich    |     |
| 4  | MC | Romeo Benetti        |     |
| 7  | MC | Sandro Mazzola       |     |
| 8  | MC | Fabio Capello        |     |
| 10 | MC | Gianni Rivera        |     |
| 9  | DE | Giorgio Chinaglia    | 76' |
| 11 | DE | Luigi Riva           |     |
| DT | DT | Ferruccio Valcareggi |     |

| 1  | PO | Henri Françillon  |     |
| 3  | DF | Arsène Auguste    |     |
| 6  | DF | Pierre Bayonne    |     |
| 12 | DF | Ernst Jean-Joseph |     |
| 14 | DF | Wilner Nazaire    |     |
| 7  | MC | Philippe Vorbe    |     |
| 8  | MC | Jean-Claude Désir |     |
| 9  | MC | Eddy Antoine      |     |
| 10 | MC | Guy François      |     |
| 11 | DE | Guy Saint-Vil     | 46' |
| 20 | DE | Emmanuel Sanon    |     |
| DT | DT | Antoine Tassy     |     |

| 19 | DE | Pietro Anastasi | 76' |

| 18 | DE | Claude Barthélemy | 46' |

| Anotado | 52' | Gianni Rivera   |
| Anotado | 66' | Romeo Benetti   |
| Anotado | 79' | Pietro Anastasi |

| Anotado | 46' | Emmanuel Sanon |

| Amonestado | 65' | Pierre Bayonne |

| Árbitro             | Vicente Llobregat |
| Árbitros asistentes | Pavel Kazakov     |
| Árbitros asistentes | Nicolae Rainea    |

#### Contra Argentina
| 19 de junio de 1974, 19:30 | Argentina    | 1:1 (1:1) | Italia             | Neckarstadion, Stuttgart                                                    |                                                                             |
|                            | Houseman 19' | Reporte   | Perfumo 35' (a.g.) | Asistencia: 68.900 espectadores Árbitro(s): Pavel Kazakov (Unión Soviética) | Asistencia: 68.900 espectadores Árbitro(s): Pavel Kazakov (Unión Soviética) |

| 1  | PO | Daniel Carnevali     |     |
| 10 | DF | Ramón Heredia        |     |
| 14 | DF | Roberto Perfumo      |     |
| 16 | DF | Francisco Sá         |     |
| 20 | DF | Enrique Wolff        | 60' |
| 18 | MC | Roberto Telch        |     |
| 2  | DE | Rubén Ayala          |     |
| 3  | DE | Carlos Babington     |     |
| 11 | DE | René Houseman        |     |
| 13 | DE | Mario Alberto Kempes |     |
| 22 | DE | Héctor Yazalde       | 78' |
| DT | DT | Vladislao Cap        |     |

| 1  | PO | Dino Zoff            |     |
| 2  | DF | Luciano Spinosi      |     |
| 3  | DF | Giacinto Facchetti   |     |
| 5  | DF | Francesco Morini     | 66' |
| 6  | DF | Tarcisio Burgnich    |     |
| 4  | MC | Romeo Benetti        |     |
| 7  | MC | Sandro Mazzola       |     |
| 8  | MC | Fabio Capello        |     |
| 10 | MC | Gianni Rivera        | 66' |
| 11 | DE | Luigi Riva           |     |
| 19 | DE | Pietro Anastasi      |     |
| DT | DT | Ferruccio Valcareggi |     |

| 9 | DF | Rubén Glaria       | 60' |
| 8 | DE | Enrique Chazarreta | 78' |

| 15 | DF | Giuseppe Wilson | 66' |
| 18 | MC | Franco Causio   | 66' |

| Anotado | 20' | René Houseman |

| Anotado · Autogol | 35' | Roberto Perfumo |

| Amonestado | 54' | Carlos Babington |

| Amonestado | 48' | Romeo Benetti |

| Árbitro             | Pavel Kazakov     |
| Árbitros asistentes | Vicente Llobregat |
| Árbitros asistentes | Ramón Barreto     |

| 1  | PO | Daniel Carnevali     |     |
| 10 | DF | Ramón Heredia        |     |
| 14 | DF | Roberto Perfumo      |     |
| 16 | DF | Francisco Sá         |     |
| 20 | DF | Enrique Wolff        | 60' |
| 18 | MC | Roberto Telch        |     |
| 2  | DE | Rubén Ayala          |     |
| 3  | DE | Carlos Babington     |     |
| 11 | DE | René Houseman        |     |
| 13 | DE | Mario Alberto Kempes |     |
| 22 | DE | Héctor Yazalde       | 78' |
| DT | DT | Vladislao Cap        |     |

| 1  | PO | Dino Zoff            |     |
| 2  | DF | Luciano Spinosi      |     |
| 3  | DF | Giacinto Facchetti   |     |
| 5  | DF | Francesco Morini     | 66' |
| 6  | DF | Tarcisio Burgnich    |     |
| 4  | MC | Romeo Benetti        |     |
| 7  | MC | Sandro Mazzola       |     |
| 8  | MC | Fabio Capello        |     |
| 10 | MC | Gianni Rivera        | 66' |
| 11 | DE | Luigi Riva           |     |
| 19 | DE | Pietro Anastasi      |     |
| DT | DT | Ferruccio Valcareggi |     |

| 9 | DF | Rubén Glaria       | 60' |
| 8 | DE | Enrique Chazarreta | 78' |

| 15 | DF | Giuseppe Wilson | 66' |
| 18 | MC | Franco Causio   | 66' |

| Anotado | 20' | René Houseman |

| Anotado · Autogol | 35' | Roberto Perfumo |

| Amonestado | 54' | Carlos Babington |

| Amonestado | 48' | Romeo Benetti |

| Árbitro             | Pavel Kazakov     |
| Árbitros asistentes | Vicente Llobregat |
| Árbitros asistentes | Ramón Barreto     |

#### Contra Polonia
| 23 de junio de 1974, 16:00 | Polonia                  | 2:1 (1:0) | Italia      | Neckarstadion, Stuttgart                                                            |                                                                                     |
|                            | Szarmach 38' · Deyna 44' | Reporte   | Capello 85' | Asistencia: 68.900 espectadores Árbitro(s): Hans Joachim Weyland (Alemania Federal) | Asistencia: 68.900 espectadores Árbitro(s): Hans Joachim Weyland (Alemania Federal) |

| 2  | PO | Jan Tomaszewski    |     |
| 4  | DF | Antoni Szymanowski |     |
| 6  | DF | Jerzy Gorgoń       |     |
| 9  | DF | Władysław Żmuda    |     |
| 10 | DF | Adam Musiał        |     |
| 12 | MC | Kazimierz Deyna    |     |
| 13 | MC | Henryk Kasperczak  |     |
| 14 | MC | Zygmunt Maszczyk   |     |
| 16 | DE | Grzegorz Lato      |     |
| 17 | DE | Andrzej Szarmach   | 78' |
| 18 | DE | Robert Gadocha     |     |
| DT | DT | Kazimierz Górski   |     |

| 1  | PO | Dino Zoff            |     |
| 5  | DF | Luciano Spinosi      |     |
| 10 | DF | Giacinto Facchetti   |     |
| 14 | DF | Francesco Morini     |     |
| 16 | DF | Tarcisio Burgnich    | 33' |
| 20 | MC | Romeo Benetti        |     |
| 6  | MC | Sandro Mazzola       |     |
| 2  | MC | Fabio Capello        |     |
| 3  | MC | Franco Causio        |     |
| 4  | DE | Giorgio Chinaglia    | 46' |
| 13 | DE | Pietro Anastasi      |     |
| DT | DT | Ferruccio Valcareggi |     |

| 11 | DE | Lesław Ćmikiewicz | 78' |

| 15 | DF | Giuseppe Wilson    | 33' |
| 20 | DE | Roberto Boninsegna | 46' |

| Anotado | 38' | Andrzej Szarmach |
| Anotado | 44' | Kazimierz Deyna  |

| Anotado | 85' | Fabio Capello |

| Amonestado | 25' | Henryk Kasperczak |
| Amonestado | 84' | Adam Musiał       |

| Amonestado | 71' | Roberto Boninsegna |

| Árbitro             | Hans-Joachim Weyland |
| Árbitros asistentes | Werner Winsemann     |
| Árbitros asistentes | Garhard Schulenburg  |

| 2  | PO | Jan Tomaszewski    |     |
| 4  | DF | Antoni Szymanowski |     |
| 6  | DF | Jerzy Gorgoń       |     |
| 9  | DF | Władysław Żmuda    |     |
| 10 | DF | Adam Musiał        |     |
| 12 | MC | Kazimierz Deyna    |     |
| 13 | MC | Henryk Kasperczak  |     |
| 14 | MC | Zygmunt Maszczyk   |     |
| 16 | DE | Grzegorz Lato      |     |
| 17 | DE | Andrzej Szarmach   | 78' |
| 18 | DE | Robert Gadocha     |     |
| DT | DT | Kazimierz Górski   |     |

| 1  | PO | Dino Zoff            |     |
| 5  | DF | Luciano Spinosi      |     |
| 10 | DF | Giacinto Facchetti   |     |
| 14 | DF | Francesco Morini     |     |
| 16 | DF | Tarcisio Burgnich    | 33' |
| 20 | MC | Romeo Benetti        |     |
| 6  | MC | Sandro Mazzola       |     |
| 2  | MC | Fabio Capello        |     |
| 3  | MC | Franco Causio        |     |
| 4  | DE | Giorgio Chinaglia    | 46' |
| 13 | DE | Pietro Anastasi      |     |
| DT | DT | Ferruccio Valcareggi |     |

| 11 | DE | Lesław Ćmikiewicz | 78' |

| 15 | DF | Giuseppe Wilson    | 33' |
| 20 | DE | Roberto Boninsegna | 46' |

| Anotado | 38' | Andrzej Szarmach |
| Anotado | 44' | Kazimierz Deyna  |

| Anotado | 85' | Fabio Capello |

| Amonestado | 25' | Henryk Kasperczak |
| Amonestado | 84' | Adam Musiał       |

| Amonestado | 71' | Roberto Boninsegna |

| Árbitro             | Hans-Joachim Weyland |
| Árbitros asistentes | Werner Winsemann     |
| Árbitros asistentes | Garhard Schulenburg  |